# Manuel Camacho Solís
Víctor Manuel Camacho Solís (Ciudad de México, 30 de marzo de 1946-Ciudad de México, 5 de junio de 2015) fue un político mexicano, antiguo miembro del Partido Revolucionario Institucional y uno de los más cercanos colaboradores del entonces presidente Carlos Salinas de Gortari, en el sexenio de 1988-1994; fue precandidato presidencial por el PRI en 1994, y posteriormente candidato oficial en el año 2000 por el Partido de Centro Democrático, además se desempeñó como diputado federal (plurinominal) por el Partido de la Revolución Democrática y como asesor de Marcelo Ebrard Casaubón. Se desempeñó como senador de la República.

## Estudios y docencia
Nacido en la Ciudad de México, fue hijo de Manuel Camacho López, militar de carrera, y de Luz Solís Echeverri. Hizo sus estudios de educación primaria, secundaria y preparatoria en el Instituto Cumbres (1954-1965). Obtuvo la licenciatura en economía al egresar de la Universidad Nacional Autónoma de México, donde conoció a Carlos Salinas de Gortari, a su hermano Raúl y a otros futuros personajes políticos, como Emilio Lozoya Thalmann, José Francisco Ruiz Massieu, Hugo Andrés Araujo y Alberto Anaya. Desde ese momento Camacho fue uno de los amigos más cercanos de Carlos Salinas. Más tarde obtuvo la maestría en asuntos públicos en la universidad de Princeton en los Estados Unidos. En 1965 se afilió al Partido Revolucionario Institucional. El grupo político que formó junto con sus compañeros de escuela y su relación con su suegro, el gobernador de Chiapas, Manuel Velasco Suárez, lo impulsó en su carrera política. 
Ejerció la docencia como profesor de El Colegio de México. Publicó diversos ensayos acerca de la situación de México, así como el libro Cambio sin ruptura.

## Carrera política
Comenzó su carrera política en el PRI, al cual se afilió en 1965. Ese mismo año se convirtió en secretario de la dirección Nacional Juvenil. Trabajó como analista del Departamento de Estudios Económicos del Banco de México en 1969. Tres años más tarde, durante el sexenio de Luis Echeverría Álvarez, fue asesor en la Comisión Coordinadora de la Programación Económica y Social de la Presidencia de la República. En 1976, durante el sexenio de José López Portillo, fue asesor de la Comisión Coordinadora de la Política Industrial de la Secretaría de Patrimonio y Fomento Industrial, al año siguiente se integró a la Secretaría de Comercio como subsecretario de Planeación Comercial. En 1978 fue asesor de Jorge Espinosa de los Reyes, quien era director de Nacional Financiera; ese mismo año fue consultor de Fernando Solana Morales, secretario de Educación Pública. En 1980 fungió como asesor de la Dirección General de Política Económica de la Secretaría de Programación y Presupuesto, la cual dirigía Miguel de la Madrid.
En 1982, al ser designado Carlos Salinas de Gortari como Secretario de Programación y Presupuesto, Manuel Camacho ocupó la Subsecretaría de Desarrollo Regional. A inicios de 1986, el presidente Miguel de la Madrid lo nombró secretario de Desarrollo Urbano y Ecología; fue encargado del proceso de reconstrucción de la Ciudad de México, tras el terremoto de 1985, y comenzó de esta manera su carrera política en relación con la ciudad. En 1988, ya designado Carlos Salinas candidato del Partido Revolucionario Institucional (PRI) a la presidencia de la República, Camacho dejó su cargo en el gabinete y fue nombrado Secretario General del Comité Ejecutivo Nacional del PRI, desde donde ejerció la Coordinación General de la campaña de Salinas.
Al ocurrir la llamada “caída del sistema” y con las acusaciones de fraude electoral en las elecciones del 6 de julio de 1988, Manuel Camacho fue uno de los personajes del primer entorno de Salinas que era proclive a la negociación con la oposición; en estas circunstancias se entrevistó con el líder opositor, Cuauhtémoc Cárdenas, sin poder lograr acuerdo alguno. Finalmente Salinas tomó posesión de la Presidencia y lo designó jefe del Departamento del Distrito Federal.
Desde su cargo en el Distrito Federal, Camacho se convirtió en uno de los principales operadores políticos del régimen, principalmente en las cuestiones de negociar con la oposición, y creó además un fuerte respaldo popular entre los votantes de la capital. Esto último lo convirtió en uno de los aspirantes a la candidatura del PRI a la presidencia en 1994, junto a Luis Donaldo Colosio y a Pedro Aspe. Sin embargo, dentro de su propio partido, Camacho no tenía apoyo, debido principalmente a su cercanía con la oposición.
El 23 de noviembre de 1993, el PRI anunció que su candidato a la presidencia era Luis Donaldo Colosio; ante esto, Camacho se negó a felicitarlo públicamente, y por primera vez en la historia política de México hizo público su descontento con la elección del candidato y por no haber sido él el designado. Dadas estas circunstancias, Camacho renunció al Departamento del Distrito Federal, pero Salinas lo nombró inmediatamente secretario de Relaciones Exteriores. No obstante, ante el alzamiento en armas del Ejército Zapatista de Liberación Nacional en Chiapas ocurrido el 1 de enero de 1994, Camacho fue nombrado por Salinas como coordinador para el Diálogo y la Reconciliación en Chiapas; con este cargo llevó a cabo la negociación con los zapatistas y logró la firma de un tratado preliminar de cese al fuego que le dio gran prestigio. Este hecho, aunado a que no tenía cargo en el gabinete (lo cual lo habilitada legalmente como candidato), desató los rumores de que sería postulado en vez de Colosio; sin embargo, él negó tal posibilidad justo el día anterior al asesinato de Luis Donaldo Colosio el 23 de marzo de 1994 en Tijuana. Este hecho terminó por distanciarlo gravemente del PRI y de Salinas, debido a que muchos pretendieron señarlo como culpable de alguna manera del asesinato del candidato. El rompimiento se fue volviendo más serio, hasta que el 13 de octubre de 1995 Camacho renunció oficialmente al PRI.
Permaneció retirado de la política hasta 1999, cuando anunció la fundación del Partido de Centro Democrático, que en 2000 lo postuló a la presidencia, pero recibió apenas el 0,6 % de los votos y, por tanto, perdió el registro. En 2003, fue postulado por el Partido de la Revolución Democrática (PRD) a diputado federal, aunque no era miembro de ese partido. En 2012 fue postulado por el Partido de la Revolución Democrática en lista nacional al Senado de la República, asumiendo el cargo que ejerció hasta el día de su muerte cuando fue sustituido por Luis Humberto Fernández Fuentes.
La madrugada del 5 de junio de 2015, a los 69 años, muere tras una larga lucha contra el cáncer.

## Distinciones
- Doctorado honoris causa por la Universidad de Ciencias y Artes de Chiapas en 2010, por su labor para conseguir la paz y el diálogo con el Ejército Zapatista de Liberación Nacional.[4]